# Henzi (Bern)

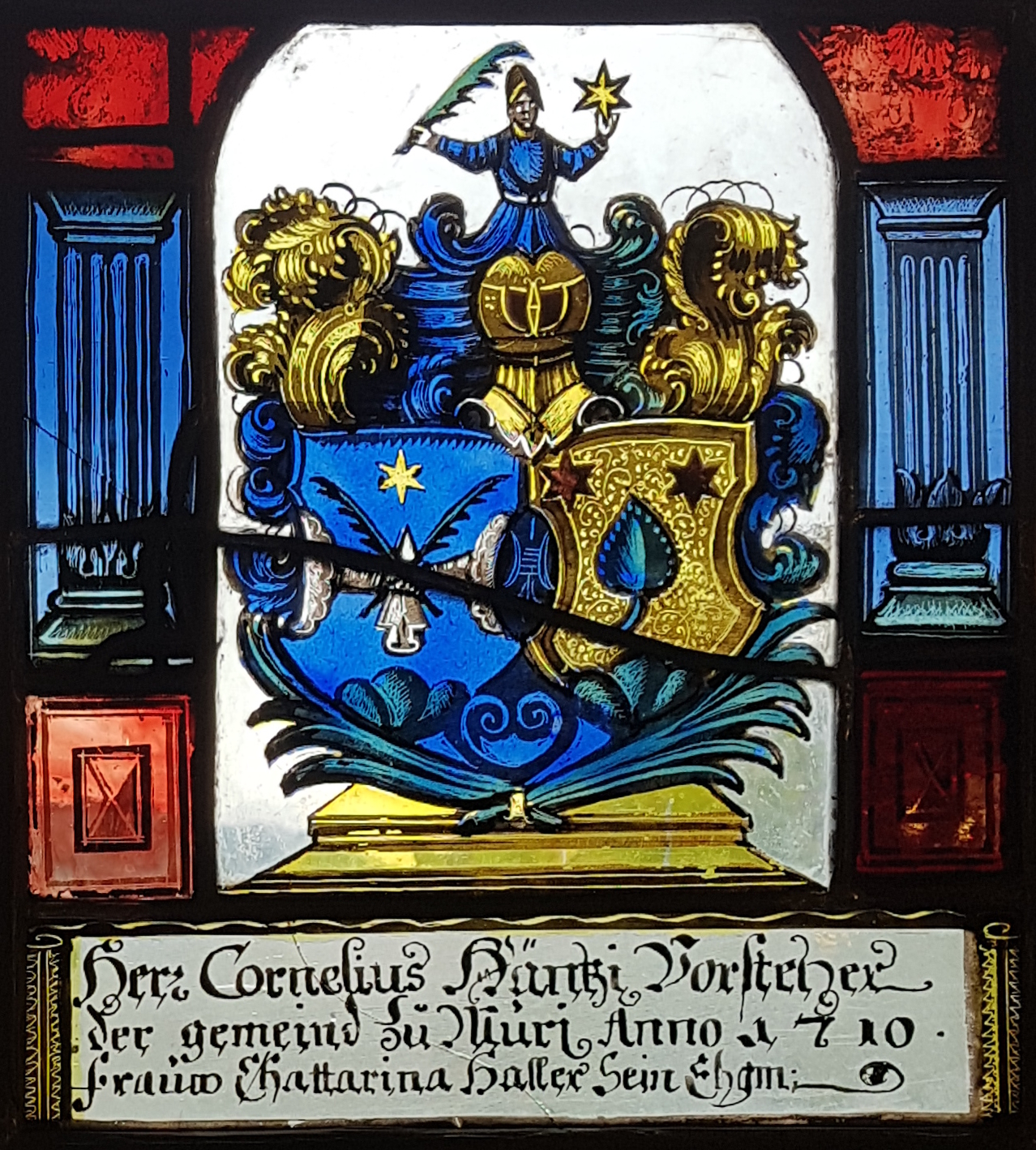
Allianzwappen Cornelius Henzi, Pfarrer in Muri, und Katharina Haller (1710)

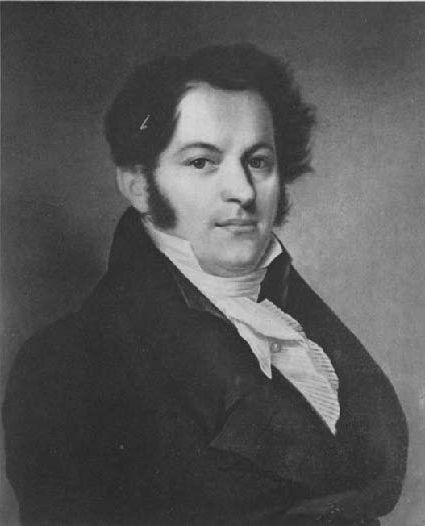
Samuel Gottlieb Rudolf Henzi, Professor in Dorpat (1827)

Die Familie Henzi (Hentzi, Hänzi) ist eine ursprünglich aus Orpund stammende Berner Burgerfamilie, welche seit ungefähr 1545 das Burgerrecht der Stadt Bern besitzt und der Gesellschaft zu Pfistern, der Zunft zur Schneidern und der Gesellschaft zu Ober-Gerwern angehört.

## Geschichte
Die Familie Henzi aus Orpund gehörten im Ancien Régime während Generationen hauptsächlich dem Pfarrerstand an, einzelne Zweige waren Bäcker, Rotgerber, Schneider und Seidenweber.
Der Zweig auf der Zunft zum Mohren wurde durch Samuel Henzis Cousin, den Seidenweber Gottlieb Henzi (1736–1805) begründet. Der Zweig auf der Zunft zu Pfistern ist von Samuel Anton Henzi (1770–1830) begründet. Dem Zweig der Gesellschaft zu Ober-Gerwern gehörte bereits Cornelius Henzi an (1661–1702) – Großvater von Samuel Henzi.
Bekannt wurde Samuel Henzi (1701–1749) als Schriftsteller und Revolutionär, der im Rahmen der Henzi-Verschwörung in Bern geköpft wurde. Zwei Angehörige der Familie – der Großvater und der Onkel von Samuel Henzi – gelangten in den Grossen Rat. Die Nachkommen Samuel Henzis verloren nicht wie verbreitet angenommen durch die Hinrichtung Henzis das bernische Burgerrecht. Das Burgerrecht und das Gesellschaftrecht der Zunft zu Ober-Gerwern verlor der Sohn Ludwig Niklaus Henzi (1748 – nach 1804) durch die Heirat mit einer Katholikin in Ungarn. Sein Sohn wiederum, der österreichische General Heinrich Henzi wurde 1844 in den Adelsstand erhoben und beantragte die Aufhebung der Verbannung sowie die Wiederaufnahme ins bernische Burgerrecht.
Im 19. Jahrhundert brachte die Familie mehrere Notare hervor.

## Personen
- Niclaus Henzi (1510 - 1560), aus Safern, Begründer des Henzistamms.
- Cornelius Henzi (1594–1664), Provisor zu Burgdorf, Schulmeister zu Zofingen, Pfarrer in Erlach, Pfarrer in Madiswil, Dekan in Langenthal, Urgroßvater von Samuel Henzi (II)
  - Samuel Henzi (I.) (1634–1701), Pfarrer zu Belp, Professor der griechischen und hebräischen Sprache in Bern, Pfarrer zu Vinelz
  - Johannes Henzi (1626–1706), Rotgerber, Deutschweinschenk, Kastlan zu Zweisimmen, Bauherr von Burgern, Großvater von Samuel Henzi (II), Mitglied des Grossen Rats 1673
    - Cornelius Henzi (1661–1702), Rotgerber, Mitglied des Grossen Rats 1691
    - Johannes Henzi (1667–1740), Pfarrer in Lausanne, Bümpliz und Aarberg, Vater von Samuel Henzi (II)
      - Samuel Henzi (II.) (1701–1749), Schriftsteller, Hauptmann in Modena, Unterbibliothekar, Revolutionär, hingerichtet.
        - Rudolf Samuel Henzi (1731–1803), Hofmeister der Pagen bei den Prinzen von Oranien in Den Haag, Verleger von Caspar Wolf etc. (1785), Literat und Spion in Paris während der Französischen Revolution.[7] Sohn Samuel Henzi (II)
        - Ludwig Niklaus Henzi (1748– nach 1804), Oberstleutnant in Ungarn, Sohn Samuel Henzi (II)
          - Heinrich Henzi (1785–1849), General in österreichischen Diensten, als Heinrich Henzi von Aarthurm 1844 in den Adelsstand erhoben, Enkel Samuel Henzis (II).

    - Gottlieb Henzi (1714 - 1736)
      - Gottlieb Henzi (1736 - 1805)
        - Rudolf Jakob Henzi (1767 - 1830)
          - Rudolf Henzi (1794–1829), Theologe, Orientalist, Professor in Dorpat

        - Samuel Anton Henzi (1770 - 1830), wurde am 16. April 1795 bei Pfistern aufgenommen.
          - Samuel Ludwig (1797 - 1860)
            - Franz Samuel Henzi (1824–1889), Handelskommis, Kantonsbuchhalter, Direktor der Kantonalbank
              - Ernst Adolf Henzi (1852 -1886)
                - Max Ernst Henzi (1883 - 1945), Banker
                  - Peter Friedrich Henzi (1925 - 2023), Chemiker

## Archive
- Rechnungen der Familienkiste Henzi, 1826-1837, ZA Mohren 819 im Katalog der Burgerbibliothek Bern
- Streubestände zur Familie Henzi (Burgerbibliothek Bern)